# Miasta Malediwów
Według danych oficjalnych pochodzących z 2006 roku Malediwy posiadały ponad 30 miast o ludności przekraczającej 1 tys. mieszkańców. Stolica kraju Male jako jedyne miasto liczyło ponad 50 tys. mieszkańców oraz reszta miast poniżej 10 tys. mieszkańców.

## Największe miasta na Malediwach
Największe miasta na Malediwach według liczebności mieszkańców (stan na 25.03.2006):
| Lp. | Miasto         | Atol         | Liczba ludności |
| --- | -------------- | ------------ | --------------- |
| 1.  | Male           | Male         | 92 555          |
| 2.  | Hithadhoo      | Addu         | 9465            |
| 3.  | Fuvammulah     | Gnaviyani    | 7636            |
| 4.  | Kulhudhuffushi | Haa Dhaalu   | 6998            |
| 5.  | Villingili     | Male         | 6956            |
| 6.  | Thinadhoo      | Gaafu Dhaalu | 4442            |
| 7.  | Naifaru        | Lhaviyani    | 3687            |
| 8.  | Hinnavaru      | Lhaviyani    | 3017            |
| 9.  | Ungoofaaru     | Raa          | 2988            |
| 10. | Hulhumalé      | Kaafu        | 2866            |

## Alfabetyczna lista miast na Malediwach
- Addu City
- Alifushi
- Dhidhdhoo
- Eydhafushi
- Farukolhufunadhoo
- Felidhoo
- Feydhoo
- Fonadhoo
- Funadhoo
- Fuvammulah
- Gan
- Hinnavaru
- Hithadhoo
- Hoarafushi
- Hulhudhuffaaru
- Hulhumalé
- Hulhumeedhoo
- Ihavandhoo
- Kudahuvadhoo
- Kulhudhuffushi
- Maafushi
- Magoodhoo
- Mahibadhoo
- Male
- Manadhoo
- Maradhoo
- Maroshi
- Meedhoo
- Midu
- Mula
- Naifaru
- Nilandhoo
- Nolhivaranfaru
- Rasdhoo
- Thinadhoo
- Thulusdhoo
- Ungoofaaru
- Veymandhoo
- Veymandoo
- Villingili (Gaafu Alif)
- Villingili (Male)